# 군산초등학교
군산초등학교는 대한민국 전북특별자치도 군산시 지곡동에 있는 공립 초등학교이다.

## 학교 연혁
- 1945년 10월 5일 군산공립국민학교 인가 개교
- 1984년 2월 28일 병설유치원 인가
- 1996년 3월 1일 군산초등학교로 명칭 변경
- 2017년 9월 1일 정상준 교장(제24대) 부임
- 2019년 3월 1일 현 위치로 이전
- 2011년 8월 31일 U - 러닝 미래교실 구축
- 2019년 3월 1일 학교신축 이전 개교(지곡동 현위치)
- 2020년 2월 21일 제75회 졸업(졸업생수 총 23,766명)
- 2020년 3월 1일 28학급(특수 1학급) 유치원 1학급 편성

## 상징
- 교화(校花) - 장미 : 아름답고 색채가 다양하며 정열과 진취성, 강인한 끈기와 절제의 미덕으로 사랑과 배움의 즐거움이 가득한 학교생활을 의미
- 교목(校木) - 은행나무 : 고고한 기상을 지니며 건강한 신체와 강인한 정신으로 진리탐구에 정진하여 사회에 쓸모있는 사람으로 성장해 나감을 의미
- 교조(校鳥) - 까치 : 설날 새벽에 까치소리를 들으면 그 해에 운수대통 한다고 하는 한국의 가장 친숙한 길조로서 큰 꿈을 키워가는 기쁨과 행복교육을 의미

## 학교 위치
- 1945년 9월 24일 ~ 2019년 2월 28일 : 중앙로 170 (중앙로1가)
- 2019년 3월 1일 ~ (현재) : 지곡로 68 (지곡동)

## 참고 자료
- 군산초등학교 - 한국교육학술정보원 학교알리미